# 内森·阿瑟尔
内森·阿瑟尔（英語：Nathan Astle，1971年9月15日—），生于基督城，新西兰男子板球运动员。他曾代表新西兰国家队参加1998年英联邦运动会板球比赛，获得一枚铜牌。